# 武汉大学资源与环境科学学院

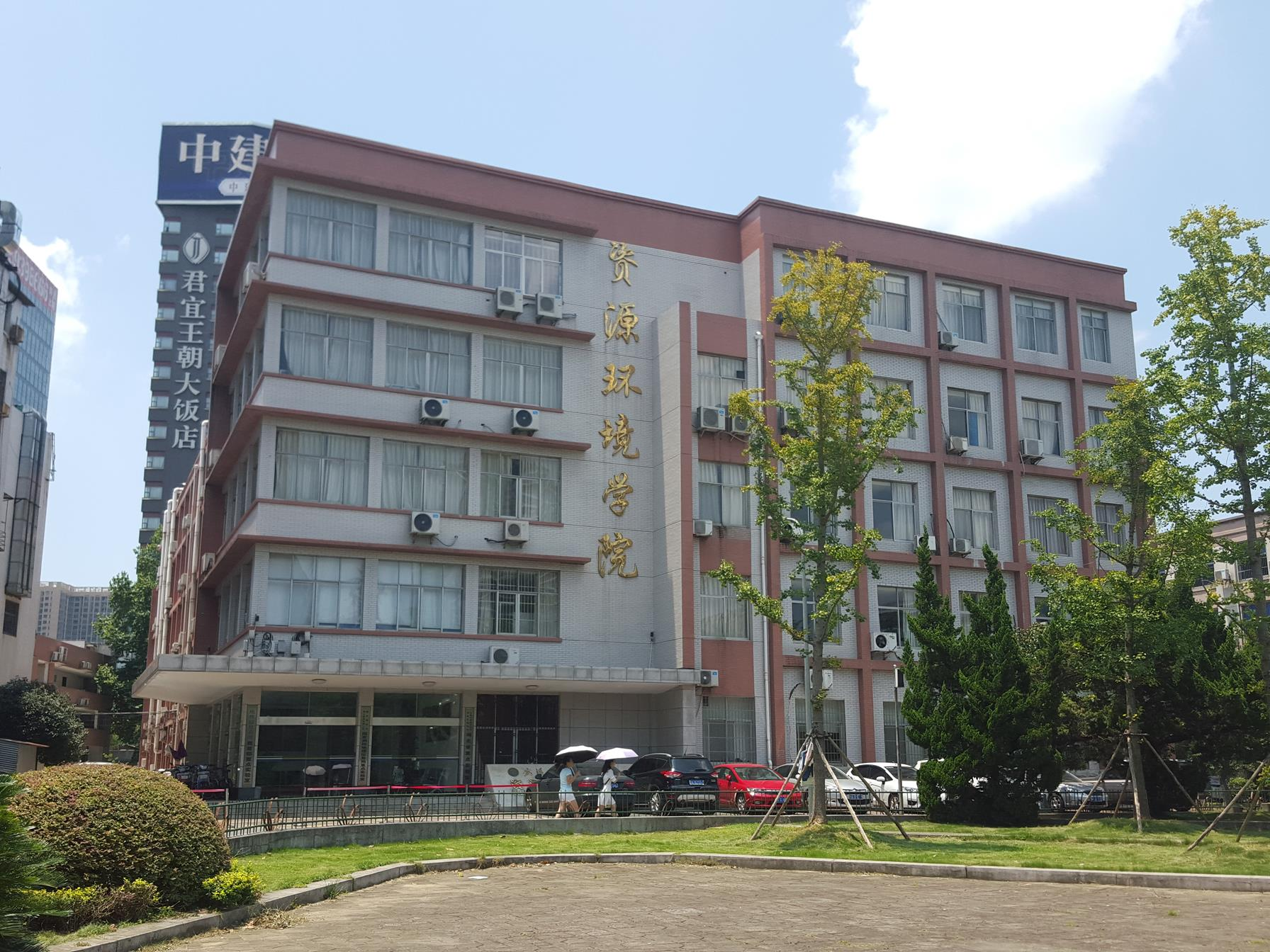
武汉大学资源与环境科学学院

武汉大学资源与环境科学学院（简称武大资环院，英文：School of Resource and Environmental Science of Wuhan University）是武汉大学下横跨测绘科学、地理学、环境科学和管理学的学院。学院可追溯至1956年院系调整后武汉测量制图学院的地图制图专业、1984年武汉水利电力学院开设的环境工程专业和1984年武汉大学创立的环境科学系。学院坐落于武汉大学信息学部7号楼，隶属于武汉大学理学部。

## 沿革
- 1956年8月，武汉测量制图学院开设地图制图专业，为学院最早开设的四个专业之一。
- 1957年，武汉测量制图学院建立地图制图系。
- 1958年，武汉测量制图学院易名为武汉测绘学院。
- 1984年，武汉水利电力学院热能动力工程系开设环境工程专业。
- 1984年11月，武汉大学创立环境科学系。
- 1985年10月，武汉测绘学院更名为武汉测绘科技大学。
- 1993年1月，武汉水利电力学院更名为武汉水利电力大学。
- 1994年，武汉测绘科技大学地图制图系更名为国土信息与地图科学系。
- 1996年4月，武汉测绘科技大学国土信息与地图科学系和地球科学与测量工程学院的土地管理专业合并，组成土地科学学院。
- 1999年，武汉水利电力大学热能动力工程系环境工程专业与电厂化学专业合并组成武汉水利电力大学化学与环境工程系。
- 1999年4月，武汉大学环境科学系与化学系、分析测试中心等单位合并组建武汉大学化学与环境科学学院，环境科学系更名为环境科学与工程系。
- 2000年8月，原武汉测绘科技大学、原武汉水利电力大学、原湖北医科大学与原武汉大学合并重组，成立了新的武汉大学。
- 2001年1月，原武汉大学化学与环境科学学院环境科学与工程系、原武汉水利电力大学化学与环境工程系环境工程专业和原武汉测绘科技大学土地科学学院合并组建了武汉大学资源与环境科学学院。

## 学院设置

### 专业设置

#### 本科专业
地理信息科学、土地资源管理、地理科学基地班、自然地理与资源环境、人文地理与城乡规划、环境科学、环境工程。

#### 研究生专业
- 授予学术型硕士学位：自然地理学、人文地理学、地图学与地理信息系统、地图制图与地理信息工程、环境科学、环境工程、土地资源管理。
- 授予专业型硕士学位：测绘工程、环境工程。
- 授予博士学位：地图学与地理信息系统、地图制图学与地理信息工程、环境科学与工程、土地资源管理、自然地理学、人文地理学、资源环境监测与规划。[2]

### 系所设置
武汉大学资源与环境科学学院下设6个系：地理信息系统系、地图科学与地理信息工程系、国土资源管理系、资源环境与城乡规划管理系、环境科学系、环境工程系。同时拥有和共享4个一级学科博士点和博士后流动站和4个省部级重点实验室及工程研究中心，包括资源与环境科学学院实验中心、教育部“地理信息系统”重点实验室、国家测绘地理信息局“数字制图与国土信息应用工程”重点实验室、湖北省“生物资资源化学与环境生物技术”重点实验室、武汉市水体环境工程中心武汉大学分中心和武汉大学环境影响评价研究所。